# Neri di Fioravante

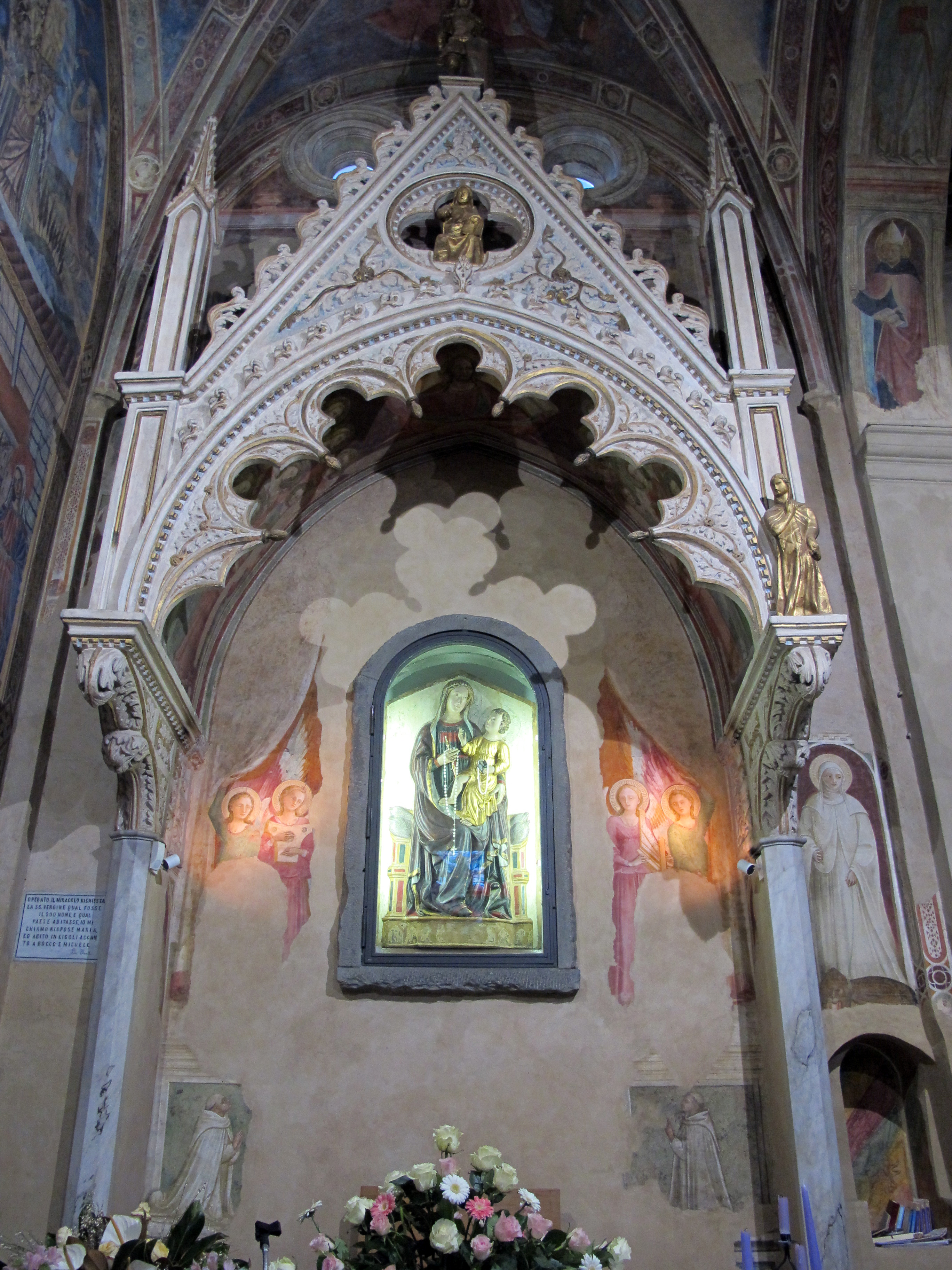

Neri di Fioravante (también conocido como Neri Fioravanti) fue un arquitecto italiano del siglo XIV perteneciente a la escuela florentina del Trecento. Nació en una fecha desconocida en Pistoya y murió en 1374 en Florencia. Es recordado por su papel en la arquitectura medieval de la región, aunque su biografía contiene muchas lagunas debido a la falta de registros históricos detallados.

### Obras destacadas
- Ponte Vecchio: Rediseñado en 1345, este puente es uno de los monumentos más emblemáticos de Florencia. Existe debate sobre si Neri fue su principal arquitecto, ya que Giorgio Vasari lo atribuye a Taddeo Gaddi, aunque crónicas contemporáneas respaldan la contribución de Neri.
- Iglesia de San Carlo dei Lombardi.
- Orsanmichele: Participó en el desarrollo de este icónico edificio florentino.
- Basílica de Santa Trinita: Trabajó en la remodelación del dormitorio del convento entre 1360 y 1362, posiblemente colaborando con otros arquitectos como Francesco Talenti y Benci di Cione.
- Santa Maria del Fiore: Fue uno de los primeros en presentar estudios para la cúpula de esta catedral, fundamentales para su diseño posterior.
- Palazzo del Bargello: Supervisó su ampliación a partir de 1340.

Neri es considerado un precursor en la planificación de estructuras complejas, y su influencia se dejó sentir en obras monumentales que definieron el estilo arquitectónico de Florencia durante el Renacimiento temprano